# Get Rich or Die Tryin'
Get Rich or Die Tryin' este debutul comercial al rapperului 50 Cent. Data sa inițială de lansare era 11 februarie 2003, dar datorită scăpărilor pe Internet a fost lansat cu 7 zile mai devreme, pe 4 februarie 2003.

## Circumstanțe
Single-ul "In Da Club" a fost single-ul numărul 1 Billboard în acel an (2003).
A fost primul artist din 1994 până atunci care a avut și single-ul numărul, și albumul numărul unu al anului.
Albumul a fost lansat și într-o versiune extrem de cenzurată.
Get Rich or Die Tryin' a conținut numeroase diss-uri (atacuri) la adresa rapperilor Ja Rule, Irv Gotti, Cadillac Tah, și Black Child. Melodia "Back Down" a fost listată printre cele mai bune diss-uri.

## Recepție

### Recepția comercială
Albumul a debutat pe poziția 1 în Billboard 200, vânzând 872.000 de exemplare în prima săptămână de la lansare. Get Rich or Die Tryin' a păstrat primul loc timp de 18 săptămâni în Billboard 200, 11 în Top R&B/Hip-Hop Albums și 8 în UK Albums Chart. La sfârșitul anului erau vândute 6 milioane de copii.

### Critici
În general, albumul a primit critici pozitive, multe referindu-se la producție, stilul abordat de 50 Cent.

### Single-uri
□ "In Da Club" a fost primul single al albumului. A fost lansat pe 24 decembrie 2002. A primit o nominalizare la Premiile Grammy pentru Cea Mai Bună Melodie Rap. A ocupat prima poziție în topurile din America.
□ "21 Questions" este al doilea single, lansat pe 29 aprilie 2003. Melodia este interpretată alături de Nate Dogg, care participă cu sunete de fundal pe refren și în încheiere. 21 Questions prelevează fragmente din "It's Only Love Doing Its Thing" a lui Barry White. Lil Mo a făcut un remix intitulat "21 answers".
□ Al treilea single a fost remixul făcut pentru "P.I.M.P.". Alături de 50 Cent, în melodie se regăsesc membrii G-Unit și Snoop Dogg. Cea mai înaltă poziție atinsă în Billboard 100 a fost locul 3. Melodia începe cu prima strofă a lui 50 Cent din original, apoi este urmată de cele ale lui Snoop Dogg, Lloyd Banks, și Young Buck. În unele țări, melodia apare ca un bonus.
□ Ultimul single, "If I Can't", a primit puțină atenție ocupând locul 76.

### Lista melodiilor
| #   | Titlu                     | Producător(i)                         | Invitat(i)         | Durata |
| --- | ------------------------- | ------------------------------------- | ------------------ | ------ |
| 1   | "Intro"                   |                                       |                    | 0:06   |
| 2   | "What Up Gangsta"         | Rob "Reef" Tewlow                     |                    | 2:59   |
| 3   | "Patiently Waiting"       | Eminem                                | Eminem             | 4:48   |
| 4   | "Many Men (Wish Death)"   | Darrell "Digga" Branch                |                    | 4:16   |
| 5   | "In Da Club"              | Dr. Dre Mike Elizondo                 |                    | 3:13   |
| 6   | "High All The Time"       | DJ Rad Luis Resto Eminem Sha Money XL |                    | 4:29   |
| 7   | "Heat"                    | Dr. Dre                               |                    | 4:14   |
| 8   | "If I Can't"              | Dr. Dre                               |                    | 3:16   |
| 9   | "Blood Hound"             | Sean Blaze                            | Young Buck         | 4:00   |
| 10  | "Back Down"               | Dr. Dre                               |                    | 4:03   |
| 11  | "P.I.M.P"                 | Mr. Porter                            |                    | 4:09   |
| 12  | "Like My Style"           | Rockwilder                            | Tony Yayo          | 3:13   |
| 13  | "Poor Lil Rich"           | Sha Money XL                          |                    | 3:19   |
| 14  | "21 Questions"            | Dirty Swift                           | Nate Dogg          | 3:44   |
| 15  | "Don't Push Me"           | Eminem                                | Eminem Lloyd Banks | 4:08   |
| 16  | "Gotta Make It to Heaven" | Megahertz                             |                    | 4:00   |
| 17* | "Wanksta"                 | John "J-Praize" Freeman               |                    | 3:39   |
| 18* | "U Not Like Me"           | Red Spyda                             |                    | 4:15   |
| 19* | "Life's on the Line"      | Ed "Emak" Sheppard                    |                    | 3:38   |